# Dottie West

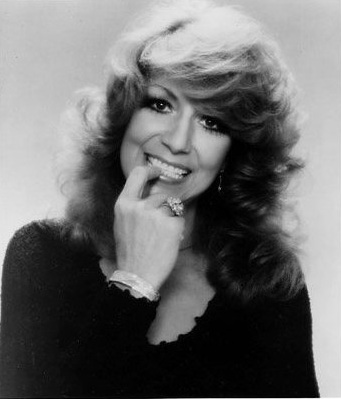
Dottie West, 1977

Dottie West (* 11. Oktober 1932 in McMinnville, Tennessee als Dorothy Marie Marsh; † 4. September 1991 in Nashville) war eine mit dem Grammy ausgezeichnete US-amerikanische Country-Sängerin.

## Anfänge
Dorothy Marsh hatte eine harte Kindheit. Sie war die älteste von zehn Kindern einer bitterarmen Familie, die von einem trunksüchtigen und gewalttätigen Vater beherrscht wurde. Friedliche und angenehme Momente gab es nur, wenn man gemeinsam vor dem Radio der Grand Ole Opry zuhörte oder selbst musizierte. Trotz aller Schwierigkeiten schaffte Marsh den High-School-Abschluss und bekam ein Stipendium für ein Musik-Studium an der Tennessee Tech. Während ihres Studiums arbeitete sie als Sängerin. Sie verliebte sich in den Gitarristen Bill West. 1953 heirateten die beiden, wenig später bekam das Paar zwei Söhne. Nach Abschluss des Studiums zog die Familie nach Cleveland. Hier trat West regelmäßig im lokalen Fernsehen auf. 1958 wurde die Tochter Shelly geboren, die in den 1980er Jahren ihrerseits eine erfolgreiche Country-Karriere einschlug. Drei Jahre später zog die Familie nach Nashville.

## Karriere
1963 gelang es Dottie West, den Song Is This Me? für Jim Reeves zu schreiben. Anschließend verschaffte er ihr einen Plattenvertrag bei RCA. Verantwortlicher Produzent war Chet Atkins. Ihre erste Single, Love Is No Excuse, ein Duett mit Reeves, erreichte die Top 10. Ihr nächster Hit war 1964 die Eigenkomposition Here Comes My Baby. Für diesen Song wurde sie als erster weiblicher Country-Star mit einem Grammy ausgezeichnet. Sie trat jetzt regelmäßig in der Grand Ole Opry auf und hatte weiter Hits, darunter Duette mit Don Gibson. 1972 heiratete sie den zwölf Jahre jüngeren Musiker Bryan Metcalf. 1973 gelang West mit dem Coca-Cola-Werbe-Song Country Sunshine einen über die Country-Szene hinausgehenden landesweiten Erfolg. 
Ende der 1970er Jahre wandelte sich Dotties Erscheinungsbild. War sie bis dahin in einem eher unkleidsamen oder sogar züchtigen Outfit aufgetreten, erschien sie nun in hautengen Kleidern oder glänzenden Hosenanzügen auf der Bühne. Der leicht heisere Touch ihrer Stimme tat ein Übriges, um sie zu einem Sex-Symbol zu machen. Sie spielte einige Duette Kenny Rogers ein und schaffte damit mehrere Nummer-eins-Hits. West befand sich auf dem Höhepunkt ihrer Karriere und ihres Lebens. Ihre Musik entfernte sich jedoch immer mehr vom Country-Sound. Die Songs wurden poppiger und enthielten verschiedentlich Softrock-Elemente.
Mitte der 1980er Jahre begann ein dramatischer Abstieg. Die Plattenerfolge blieben aus. Sie begann zu trinken. 1983 heiratete sie den 23 Jahre jüngeren Toningenieur Al Winters. Die Ehe hielt nur wenige Jahre. 1990 meldete sie Privatkonkurs an. Zeitweise lebte West in ihrem Tourneebus. Aber sie kämpfte, hatte weiterhin Auftritte und bereitete ein Comeback vor. Am 4. September 1991 starb West im Alter von 58 Jahren an den Folgen eines Autounfalls. 
Zum 25-jährigen Todestag setzte sich ihre Kollegin und langjährige Freundin Jeannie Seely dafür ein, dass in der Nähe der Unfallstelle ein großes Kreuz mit dem Namen von West aufgestellt wurde. Ebenso setzte sich Seely dafür ein, dass West in die Country Music Hall of Fame aufgenommen wurde. Die Zeremonie fand 2018 statt. Seely gehörte zu den Laudatoren.

## Diskografie

### Alben
| Jahr | Titel                                                        | Höchstplatzierung, Gesamtwochen, AuszeichnungChartplatzierungen (Jahr, Titel, Platzierungen, Wochen, Auszeichnungen, Anmerkungen) | Höchstplatzierung, Gesamtwochen, AuszeichnungChartplatzierungen (Jahr, Titel, Platzierungen, Wochen, Auszeichnungen, Anmerkungen) | Anmerkungen      |
| Jahr | Titel                                                        | US | Country | Anmerkungen      |
| ---- | ------------------------------------------------------------ | --- | --- | ---------------- |
| 1965 | Here Comes My Baby                                           | — | Country12 (12 Wo.)Country |                  |
| 1965 | Dottie West Sings                                            | — | Country12 (19 Wo.)Country |                  |
| 1965 | Suffer Time                                                  | — | Country3 (18 Wo.)Country |                  |
| 1967 | With All My Heart and Soul                                   | — | Country8 (17 Wo.)Country |                  |
| 1967 | I’ll Help You Forget Her                                     | — | Country11 (18 Wo.)Country |                  |
| 1968 | What I’m Cut Out to Be                                       | — | Country18 (11 Wo.)Country |                  |
| 1968 | Country Girl                                                 | — | Country18 (8 Wo.)Country |                  |
| 1968 | Feminine Fancy                                               | — | Country39 (3 Wo.)Country |                  |
| 1969 | Dottie and Don                                               | — | Country21 (12 Wo.)Country | mit Don Gibson   |
| 1970 | Forever Yours                                                | — | Country40 (4 Wo.)Country |                  |
| 1970 | Country Boy and Country Girl                                 | — | Country42 (3 Wo.)Country | mit Jimmy Dean   |
| 1973 | If It’s All Right with You / Just What I’ve Been Looking For | — | Country37 (4 Wo.)Country |                  |
| 1973 | Country Sunshine                                             | — | Country17 (14 Wo.)Country |                  |
| 1975 | Carolina Cousins                                             | — | Country45 (2 Wo.)Country |                  |
| 1977 | When It’s Just You and Me                                    | — | Country44 (3 Wo.)Country |                  |
| 1978 | Dottie                                                       | — | Country47 (3 Wo.)Country |                  |
| 1978 | Every Time Two Fools Collide                                 | US186 Gold · (3 Wo.)US | Country1 (56 Wo.)Country | mit Kenny Rogers |
| 1979 | Special Delivery                                             | — | Country13 (30 Wo.)Country |                  |
| 1979 | Classics                                                     | US82 Platin · (23 Wo.)US | Country3 (47 Wo.)Country | mit Kenny Rogers |
| 1981 | Wild West                                                    | US126 (15 Wo.)US | Country5 (32 Wo.)Country |                  |
| 1981 | High Times                                                   | — | Country43 (12 Wo.)Country |                  |
| 1983 | New Horizons                                                 | — | Country65 (3 Wo.)Country |                  |

Weitere Alben
- 1967: Dottie West Sings Sacred Ballads
- 1969: Dottie Sings Eddy
- 1969: Makin’ Memories
- 1970: Country and West
- 1971: Careless Hands
- 1971: Have You Heard Dottie West
- 1972: I’m Only a Woman
- 1974: House of Love
- 1982: Full Circle
- 1984: Just Dottie

### Kompilationen
| Jahr | Titel              | Höchstplatzierung, Gesamtwochen, AuszeichnungChartplatzierungen (Jahr, Titel, Platzierungen, Wochen, Auszeichnungen, Anmerkungen) | Höchstplatzierung, Gesamtwochen, AuszeichnungChartplatzierungen (Jahr, Titel, Platzierungen, Wochen, Auszeichnungen, Anmerkungen) | Anmerkungen |
| Jahr | Titel              | US | Country | Anmerkungen |
| ---- | ------------------ | --- | --- | ----------- |
| 1980 | Once You Were Mine | — | Country50 (3 Wo.)Country |             |

Weitere Kompilationen
- 1964: The Country Girl Singing Sensation
- 1967: I Fall to Pieces
- 1971: A Legend in My Time
- 1972: The Best of Dottie West
- 1973: Would You Hold It Against Me
- 1974: Loving You
- 1984: The Best of Dottie West
- 1984: Collector’s Series
- 1984: Duets (mit Kenny Rogers, Kim Carnes & Sheena Easton, US: Gold)
- 1992: Dottie West
- 1992: Greatest Hits
- 1996: The Essential Dottie West
- 1997: Are You Happy Baby: The Collection
- 2001: RCA Country Legends
- 2002: Absolutely the Best
- 2011: Country Sunshine: The RCA Hit Singles 1963–1974
- 2018: The Best of Dottie West

### Singles
| Jahr | Titel Album                                                                                  | Höchstplatzierung, Gesamtwochen, AuszeichnungChartplatzierungen (Jahr, Titel, Album, Platzierungen, Wochen, Auszeichnungen, Anmerkungen) | Höchstplatzierung, Gesamtwochen, AuszeichnungChartplatzierungen (Jahr, Titel, Album, Platzierungen, Wochen, Auszeichnungen, Anmerkungen) | Anmerkungen      |
| Jahr | Titel Album                                                                                  | US | Country | Anmerkungen      |
| ---- | -------------------------------------------------------------------------------------------- | --- | --- | ---------------- |
| 1963 | Let Me Off at the Corner –                                                                   | — | Country29 (2 Wo.)Country |                  |
| 1964 | Here Comes My Baby                                                                           | — | Country10 (15 Wo.)Country |                  |
| 1964 | Didn’t I Here Comes My Baby                                                                  | — | Country32 (8 Wo.)Country |                  |
| 1964 | Love Is No Excuse Here Comes My Baby                                                         | — | Country7 (21 Wo.)Country | mit Jim Reeves   |
| 1965 | Gettin’ Married Has Made Us Strangers Dottie West Sings                                      | — | Country30 (10 Wo.)Country |                  |
| 1965 | No Sign of Living Dottie West Sings                                                          | — | Country32 (5 Wo.)Country |                  |
| 1965 | Before the Ring on Your Finger Turns Green Suffer Time                                       | — | Country22 (14 Wo.)Country |                  |
| 1966 | Would You Hold It Against Me Suffer Time                                                     | — | Country5 (21 Wo.)Country |                  |
| 1966 | Mommy, Can I Still Call Him Daddy Suffer Time                                                | — | Country24 (10 Wo.)Country |                  |
| 1966 | What’s Come Over My Baby Suffer Time                                                         | — | Country17 (13 Wo.)Country |                  |
| 1967 | Paper Mansions With All My Heart and Soul                                                    | — | Country8 (16 Wo.)Country |                  |
| 1967 | Like a Fool I’ll Help You Forget Her                                                         | — | Country13 (14 Wo.)Country |                  |
| 1967 | Childhood Places –                                                                           | — | Country24 (12 Wo.)Country |                  |
| 1968 | Country Girl                                                                                 | — | Country15 (12 Wo.)Country |                  |
| 1968 | Reno –                                                                                       | — | Country19 (12 Wo.)Country |                  |
| 1969 | Rings of Gold Dottie and Don                                                                 | — | Country2 (17 Wo.)Country | mit Don Gibson   |
| 1969 | Sweet Memories Dottie and Don                                                                | — | Country32 (10 Wo.)Country | mit Don Gibson   |
| 1969 | There’s a Story (Goin’ ’Round) Dottie and Don                                                | — | Country7 (13 Wo.)Country | mit Don Gibson   |
| 1969 | Clingin’ to My Baby’s Hand Makin’ Memories                                                   | — | Country47 (6 Wo.)Country |                  |
| 1970 | I Heard Our Song Makin’ Memories                                                             | — | Country45 (8 Wo.)Country |                  |
| 1970 | Till I Can’t Take It Anymore Dottie and Don                                                  | — | Country46 (10 Wo.)Country | mit Don Gibson   |
| 1970 | It’s Dawned on Me You’re Gone Country and West                                               | — | Country37 (10 Wo.)Country |                  |
| 1970 | Forever Yours                                                                                | — | Country21 (12 Wo.)Country |                  |
| 1971 | Careless Hands                                                                               | — | Country48 (8 Wo.)Country |                  |
| 1971 | Lonely Is I’m Only a Woman                                                                   | — | Country53 (8 Wo.)Country |                  |
| 1971 | Six Weeks Every Summer (Christmas Every Other Year) Have You Heard...Dottie West             | — | Country51 (8 Wo.)Country |                  |
| 1971 | Slowly Country Boy and Country Girl                                                          | — | Country29 (10 Wo.)Country | mit Jimmy Dean   |
| 1972 | I’m Only a Woman                                                                             | — | Country52 (9 Wo.)Country |                  |
| 1972 | If It’s All Right with You If It’s All Right with You / Just What I’ve Been Looking For      | US97 (3 Wo.)US | Country28 (11 Wo.)Country |                  |
| 1973 | Just What I’ve Been Looking For If It’s All Right with You / Just What I’ve Been Looking For | — | Country44 (9 Wo.)Country |                  |
| 1973 | Country Sunshine                                                                             | US49 (11 Wo.)US | Country2 (15 Wo.)Country |                  |
| 1974 | Last Time I Saw Him House of Love                                                            | — | Country8 (14 Wo.)Country |                  |
| 1974 | House of Love                                                                                | — | Country21 (13 Wo.)Country |                  |
| 1974 | Lay Back Lover House of Love                                                                 | — | Country35 (10 Wo.)Country |                  |
| 1975 | Rollin’ in Your Sweet Sunshine Carolina Cousins                                              | — | Country65 (10 Wo.)Country |                  |
| 1976 | Here Come the Flowers –                                                                      | — | Country68 (10 Wo.)Country |                  |
| 1976 | I’m a Fool for Lovin’ You –                                                                  | — | Country91 (5 Wo.)Country |                  |
| 1976 | When It’s Just You and Me                                                                    | — | Country19 (15 Wo.)Country |                  |
| 1977 | Every Word I Write When It’s Just You and Me                                                 | — | Country28 (12 Wo.)Country |                  |
| 1977 | Tonight You Belong to Me When It’s Just You and Me                                           | — | Country30 (10 Wo.)Country |                  |
| 1977 | That’s All I Wanted to Know When It’s Just You and Me                                        | — | Country57 (8 Wo.)Country |                  |
| 1978 | Come See Me and Come Lonely Dottie                                                           | — | Country17 (12 Wo.)Country |                  |
| 1978 | Reaching Out to Hold You –                                                                   | — | Country49 (9 Wo.)Country |                  |
| 1978 | Every Time Two Fools Collide                                                                 | — | Country1 (17 Wo.)Country | mit Kenny Rogers |
| 1978 | Anyone Who Isn’t Me Tonight Every Time Two Fools Collide                                     | — | Country2 (14 Wo.)Country | mit Kenny Rogers |
| 1979 | All I Ever Need Is You Classics                                                              | — | Country1 (15 Wo.)Country | mit Kenny Rogers |
| 1979 | Til I Can Make It on My Own Classics                                                         | — | Country3 (15 Wo.)Country | mit Kenny Rogers |
| 1979 | You Pick Me Up (And Put Me Down) Special Delivery                                            | — | Country12 (15 Wo.)Country |                  |
| 1980 | A Lesson in Leavin’ Special Delivery                                                         | US73 (5 Wo.)US | Country1 (15 Wo.)Country |                  |
| 1980 | Leavin’s for Unbelievers Special Delivery                                                    | — | Country13 (14 Wo.)Country |                  |
| 1980 | Are You Happy Baby? Wild West                                                                | — | Country1 (16 Wo.)Country |                  |
| 1981 | What Are We Doin’ in Love Wild West                                                          | US14 (20 Wo.)US | Country1 (15 Wo.)Country | mit Kenny Rogers |
| 1981 | (I’m Gonna) Put You Back on the Rack Wild West                                               | — | Country16 (14 Wo.)Country |                  |
| 1981 | It’s High Time High Times                                                                    | — | Country16 (14 Wo.)Country |                  |
| 1982 | You’re Not Easy to Forget High Times                                                         | — | Country26 (13 Wo.)Country |                  |
| 1982 | She Can’t Get My Love Off the Bed Full Circle                                                | — | Country29 (11 Wo.)Country |                  |
| 1982 | If It Takes All Night Full Circle                                                            | — | Country63 (7 Wo.)Country |                  |
| 1983 | Tulsa Ballroom New Horizons                                                                  | — | Country40 (11 Wo.)Country |                  |
| 1984 | Together Again Duets                                                                         | — | Country19 (15 Wo.)Country |                  |
| 1984 | What’s Good for the Goose Just Dottie                                                        | — | Country77 (7 Wo.)Country |                  |
| 1984 | Let Love Come Lookin’ for You Just Dottie                                                    | — | Country67 (8 Wo.)Country |                  |
| 1985 | We Know Better Now Just Dottie                                                               | — | Country53 (8 Wo.)Country |                  |

Weitere Singles
- 1960: Angel on Paper
- 1961: I Should Start Running
- 1961: My Big John
- 1962: You Said I’d Never Love Again
- 1963: Touch Me
- 1970: Long Black Limousine
- 1971: You’re the Other Half of Me
- 1983: Night Love Let You Down

### Gastbeiträge
| Jahr | Titel Album   | Höchstplatzierung, Gesamtwochen, AuszeichnungChartplatzierungen (Jahr, Titel, Album, Platzierungen, Wochen, Auszeichnungen, Anmerkungen) | Höchstplatzierung, Gesamtwochen, AuszeichnungChartplatzierungen (Jahr, Titel, Album, Platzierungen, Wochen, Auszeichnungen, Anmerkungen) | Anmerkungen                         |
| Jahr | Titel Album   | US | Country | Anmerkungen                         |
| ---- | ------------- | --- | --- | ----------------------------------- |
| 1967 | Chet’s Tune – | — | Country38 (9 Wo.)Country | als Teil von Some of Chet’s Friends |